# قرار مجلس الأمن التابع للأمم المتحدة رقم 1143
قرار مجلس الأمن الدولي رقم 1143 صدر في 4 ديسمبر/ كانون الأول 1997. يقرر فيه تمديد أحكام القرار 986، لفترة أخرى مدتها 180 يوماً. كما يقرر استمرار سريان خطة التوزيع للمواد الغذائية والصحية كما هي عليه لحين موافقة الأمين العام على خطة جديدة تقدمها الحكومة العراقية.